# Азбресница
Азбресница је насеље у Србији у општини Мерошина у Нишавском округу. Према попису из 2022. било је 588 становника (према попису из 1991. било је 965 становника).

## Порекло насеља
Азбресница је старо село и помиње се још у турским тефтерима. Име Азбресница датира из давних времена. У Топлици су постојале две Бреснице, обе под Јастрепцом. Да би се оне некако одвојиле и разликовале, овој Бресници под Малим Јастрепцом дат је додатак Аз, прво слово у старословенској азбуци, како би се она разликовала као прва у поретку јављања ова два села са истим именом и на истој територији.
Изнад овог села налазе се рушевине једног старог града, који је припадао заштитном појасу старог Ниша (Наисусу). Цар Јустинијан обновио је 7 старих и подигао 32 нова града и тако обезбедио Ниш од упада других војски. У том византијском граду постојала је и хришћанска црква , чије се рушевине и остаци и данас виде. Изнад села познато је место Маркова греда, а људи су запамтили и Богородичин покров.
Црква у Азбресници постојала је још пре борбе на Косову, али су је Турци спалили приликом првог упада у ове крајеве. Према неким ископинама рачуна се да је црква била дуга око 10 метара а широка упола мање. После Акерманске конвенције 1826. године, која је дошла као резултат упорног и успешног руског притиска на ослабљену турску Порту да олакша живот поробљеним Србима, Турци су издали познати Махмуд-Ханов хатишериф 1830. године по коме су Србима биле допуштене извесне олакшице за градњу њихових храмова. Тада је обновљена и црква у Азбресници, али су је Турци поново спалили 1877. године, приликом свог последњег повлачења из ових крајева.
Затим је црква поново обновљена. Око цркве постојало је старо гробље, чији се трагови и данас налазе на путу који пролази кроз ово село. На месту садашње цркве налазиле су се њиве којима су те рушевине биле прекривене. Тек када су сељаци окопавали своје њиве, наишли су на ове рушевине. Обновљена црква била је од старог и слабог материјала. Убрзо је дотрајала, па је по наређењу епископа нишког Никанора затворена 1900. године. Врата цркве запечатио је месни поп Риста. Нова црква саграђена је у времену од 1901. до 1903. године са 35 метара високим црквеним звоном.

## Демографија
У насељу Азбресница живи 682 пунолетна становника, а просечна старост становништва износи 43,2 година (42,1 код мушкараца и 44,4 код жена). У насељу има 248 домаћинстава, а просечан број чланова по домаћинству је 3,44.
Ово насеље је великим делом насељено Србима (према попису из 2002. године).
|  |

| Демографија | Демографија | Демографија |
| Година      | Становника  | Становника  |
| ----------- | ----------- | ----------- |
| 1948.       | 1.277       |             |
| 1953.       | 1.340       |             |
| 1961.       | 1.305       |             |
| 1971.       | 1.102       |             |
| 1981.       | 1.044       |             |
| 1991.       | 965         | 950         |
| 2002.       | 853         | 889         |
| 2011.       | 876         |             |

| Етнички састав према попису из 2002.‍ | Етнички састав према попису из 2002.‍ | Етнички састав према попису из 2002.‍ | Етнички састав према попису из 2002.‍ | Етнички састав према попису из 2002.‍ |
| ------------------------------------ | ------------------------------------ | ------------------------------------ | ------------------------------------ | ------------------------------------ |
|                                      |                                      |                                      |                                      |                                      |
| Срби                                 | Срби                                 |                                      | 836                                  | 98,00%                               |
| Роми                                 | Роми                                 |                                      | 13                                   | 1,52%                                |
| Словенци                             | Словенци                             |                                      | 2                                    | 0,23%                                |
| Црногорци                            | Црногорци                            |                                      | 1                                    | 0,11%                                |
| непознато                            | непознато                            |                                      | 0                                    | 0,0%                                 |

| \| \| м \| \| \| ж \| \| ? \| 6 \| \| \| 4 \| \| 80+ \| 8 \| \| \| 13 \| \| 75—79 \| 22 \| \| \| 25 \| \| 70—74 \| 28 \| \| \| 31 \| \| 65—69 \| 24 \| \| \| 43 \| \| 60—64 \| 29 \| \| \| 36 \| \| 55—59 \| 29 \| \| \| 27 \| \| 50—54 \| 33 \| \| \| 24 \| \| 45—49 \| 30 \| \| \| 14 \| \| 40—44 \| 28 \| \| \| 20 \| \| 35—39 \| 28 \| \| \| 23 \| \| 30—34 \| 22 \| \| \| 32 \| \| 25—29 \| 18 \| \| \| 21 \| \| 20—24 \| 29 \| \| \| 22 \| \| 15—19 \| 23 \| \| \| 17 \| \| 10—14 \| 25 \| \| \| 38 \| \| 5—9 \| 30 \| \| \| 20 \| \| 0—4 \| 16 \| \| \| 15 \| \| Просек : \| 42,1 \| \| \| 44,4 \| |      |  |  |      |
| |      |  |  |      |
| | м    |  |  | ж    |
| ? | 6    |  |  | 4    |
| 80+ | 8    |  |  | 13   |
| 75—79 | 22   |  |  | 25   |
| 70—74 | 28   |  |  | 31   |
| 65—69 | 24   |  |  | 43   |
| 60—64 | 29   |  |  | 36   |
| 55—59 | 29   |  |  | 27   |
| 50—54 | 33   |  |  | 24   |
| 45—49 | 30   |  |  | 14   |
| 40—44 | 28   |  |  | 20   |
| 35—39 | 28   |  |  | 23   |
| 30—34 | 22   |  |  | 32   |
| 25—29 | 18   |  |  | 21   |
| 20—24 | 29   |  |  | 22   |
| 15—19 | 23   |  |  | 17   |
| 10—14 | 25   |  |  | 38   |
| 5—9 | 30   |  |  | 20   |
| 0—4 | 16   |  |  | 15   |
| Просек : | 42,1 |  |  | 44,4 |

| Година пописа     | 1948. | 1953. | 1961. | 1971. | 1981. | 1991. | 2002. |
| ----------------- | ----- | ----- | ----- | ----- | ----- | ----- | ----- |
| Број домаћинстава | 191   | 220   | 249   | 261   | 273   | 259   | 248   |

| Број чланова      | 1  | 2  | 3  | 4  | 5  | 6  | 7 | 8 | 9 | 10 и више | Просек |
| ----------------- | -- | -- | -- | -- | -- | -- | - | - | - | --------- | ------ |
| Број домаћинстава | 38 | 68 | 35 | 27 | 32 | 36 | 7 | 4 | 1 | 0         | 3,44   |

| Пол    | Укупно | Неожењен/Неудата | Ожењен/Удата | Удовац/Удовица | Разведен/Разведена | Непознато |
| ------ | ------ | ---------------- | ------------ | -------------- | ------------------ | --------- |
| Мушки  | 357    | 78               | 249          | 24             | 2                  | 4         |
| Женски | 352    | 40               | 248          | 61             | 2                  | 1         |
| УКУПНО | 709    | 118              | 497          | 85             | 4                  | 5         |

| Пол    | Укупно                    | Пољопривреда, лов и шумарство | Рибарство                            | Вађење руде и камена | Прерађивачка индустрија       |
| ------ | ------------------------- | ----------------------------- | ------------------------------------ | -------------------- | ----------------------------- |
| Мушки  | 213                       | 84                            | 0                                    | 0                    | 53                            |
| Женски | 158                       | 121                           | 0                                    | 0                    | 17                            |
| Укупно | 371                       | 205                           | 0                                    | 0                    | 70                            |
|        |                           |                               |                                      |                      |                               |
| Пол    | Производња и снабдевање   | Грађевинарство                | Трговина                             | Хотели и ресторани   | Саобраћај, складиштење и везе |
| Мушки  | 1                         | 23                            | 7                                    | 2                    | 12                            |
| Женски | 0                         | 0                             | 7                                    | 1                    | 0                             |
| Укупно | 1                         | 23                            | 14                                   | 3                    | 12                            |
|        |                           |                               |                                      |                      |                               |
| Пол    | Финансијско посредовање   | Некретнине                    | Државна управа и одбрана             | Образовање           | Здравствени и социјални рад   |
| Мушки  | 0                         | 2                             | 7                                    | 4                    | 1                             |
| Женски | 0                         | 1                             | 0                                    | 4                    | 4                             |
| Укупно | 0                         | 3                             | 7                                    | 8                    | 5                             |
|        |                           |                               |                                      |                      |                               |
| Пол    | Остале услужне активности | Приватна домаћинства          | Екстериторијалне организације и тела | Непознато            | Непознато                     |
| Мушки  | 6                         | 0                             | 0                                    | 11                   | 11                            |
| Женски | 1                         | 0                             | 0                                    | 2                    | 2                             |
| Укупно | 7                         | 0                             | 0                                    | 13                   | 13                            |

## Школство и просвета
Школство и просвета нису били много развијени ни у доба када су ови крајеви били ослобођени од Турака. Основна школа у Азбресници основана је 1912. године. Школа је тада имала четири разреда. Први учитељ био је Лазар Ђуровић, пореклом Херцеговац. Нова школска зграда подигнута је тек после Првог светског рата и прва учитељица била је Наталија Илић.

## Прве борбе са Бугарима
Бугари су у селу похватали више сељака и стрељали их. Једне су одвели на сеоско гробље и тамо их побили. Затим су похапсили доста сељака из Азбреснице и интернирали их на ропски принудни рад у Бугарску и тамо су многи од њих оставили своје кости.

## Азбресничка општина
Први председник ове општине после рата био је Недељко Спасић из Азбреснице, затим, од 1923. па до 1926. године Десимир Јевтић из истог села. Станоје Андрејић, ратник са солунског фронта и носилац "Карађорђеве звезде" био је изабран за председника ове општине 1926. године, али он није издржао цео мандат и онда га је заменио Сава Блажић из Азбреснице. Од 1934. године председник је био Никола Миленковић а од 1936. године Јован Станисављевић. Азбресничка општина је бројила 2263 становника, 322 домова и заузимала је површину од 4202 хектара.